# Bewetterung

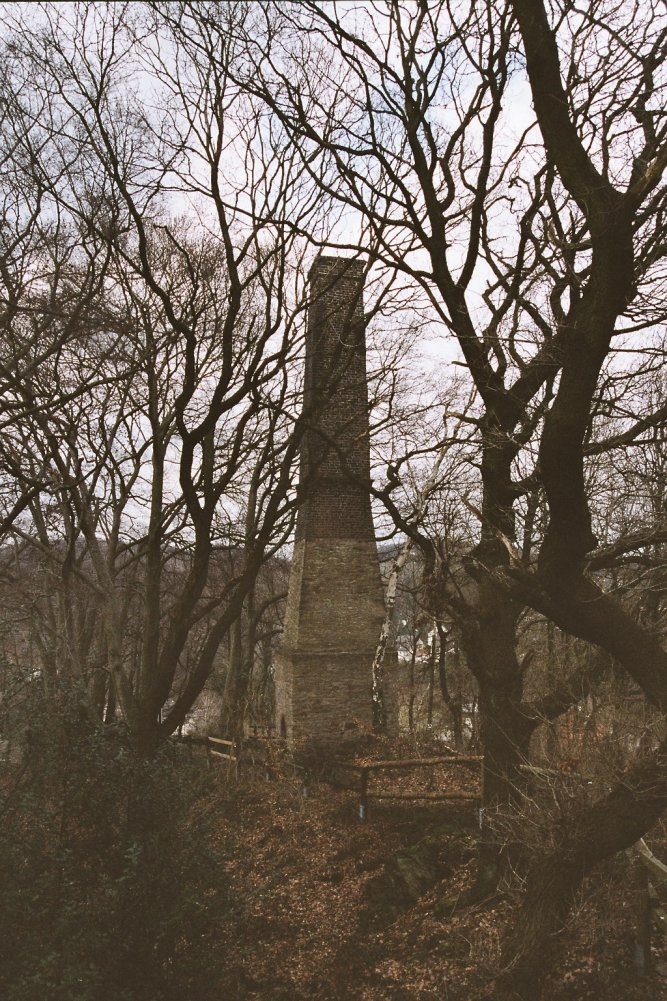
Schornstein eines Wetterofens zur Versorgung eines Bergwerks mit frischen Wettern (Wetterschornstein Buchholz)

Bewetterung oder Grubenbewetterung steht als Begriff aus dem Bergbau ganz allgemein für technische Maßnahmen zur Versorgung von Bergwerken mit frischer Luft. Eine ausreichende Bewetterung ist in der Europäischen Union für alle untertägigen Arbeitsstätten gesetzlich vorgeschrieben.

## Geschichte
Die Grubenbewetterung ist etwa so alt wie der Untertagebau. Als die Bergleute Mineralien im Untertagebergbau abbauten und dabei immer weiter in das Gebirge eindrangen, reichte der natürliche Luftaustausch in den Grubenbauen nicht mehr aus. Schon sehr früh mussten die Bergleute Hilfsmittel und technische Maßnahmen anwenden, um nicht unter Tage zu ersticken. Agricola beschreibt in seinen zwölf Büchern vom Berg- und Hüttenwesen, wie die Bergleute mit hölzernen Konstruktionen wie dem Wetterhut den Wind in die Grubenbaue lenkten oder mit Blasebälgen einen künstlichen Wetterzug erzeugten. Im Harzer Bergrevier verwendete man im 16. Jahrhundert Wetterscheider, um eine gezielte Wetterführung zu erreichen und um dadurch Lichtlöcher einzusparen. Die ersten Wettermaschinen wurden im Harzer Bergbaurevier Anfang des 18. Jahrhunderts entwickelt.

## Aufgaben
Näher betrachtet lassen sich drei wesentliche Aufgaben unterscheiden:
- Zuführung frischer Luft der Frischwetter
- Abführung verbrauchter Luft und schädlicher Gase
- Senkung der Temperatur in warmen Gruben[7]

Die Zuführung von frischen Wettern ist erforderlich, um allen unter Tage befindlichen Menschen und Tieren die zum Atmen notwendige Luft zuzuführen. Außerdem muss genügend Luft für bestimmte Verbrennungsprozesse, wie z. B. beim Betrieb des Geleuchts, zugeführt werden. Diese frischen Wetter müssen im gesamten Grubengebäude verteilt werden.
Zur Abführung der verbrauchten Luft gehört das Fortspülen oder zumindest Verdünnen der unter Tage auftretenden matten, giftigen oder schlagenden Wetter. Alle diese Gasgemische treten dann als Abwetter wieder aus dem Bergwerk aus. In vielen Steinkohlenbergwerken werden unter Tage seit langem Fahrzeuge mit Dieselmotor betrieben. Die Emissionen dieser Motoren müssen ebenfalls durch die Bewetterung verdünnt oder fortgespült werden.
Aufgrund unterschiedlicher Prozesse erwärmt sich die Luft in den Grubenbauen. So spielt die geothermische Tiefenstufe eine wesentliche Rolle für die Erwärmung der Wetter. Aber auch durch die Verdichtung der Wetter bei großen Teufen kommt es zur Erwärmung der Wetter. Hier spielt die Bewetterung eine große Rolle bei der Klimatisierung der Grubenbaue.

## Erzeugung der Wetterbewegung

Natürlicher Wetterzug und dessen jahreszeitlicher Richtungswechsel infolge des Temperaturunterschieds zwischen Grube und Umgebung

Um eine Wetterbewegung zu erreichen, muss man entweder zu der im Grubengebäude befindlichen Wettermenge etwas Luft hinzufügen, also hineinblasen, oder etwas Luft entfernen, also absaugen. Entsprechend dieser Art der Wetterbewegung spricht man von blasender- oder saugender Bewetterung. Bei der blasenden Bewetterung werden die Frischwetter aus der Umgebung angesaugt und in das Bergwerk eingepresst. Die Abwetter gelangen durch den Ausziehschacht ins Freie. Bei der saugenden Bewetterung werden die Wetter aus dem Bergwerk angesaugt und ins Freie geblasen. Am Einziehschacht fallen die Frischwetter, dem bestehenden Druckgefälle folgend, in das Bergwerk ein. Die Bewetterung kann durch natürliche Vorgänge entstehen oder künstlich hervorgerufen werden. Besteht zwischen Bergwerk und Umgebung eine Temperaturdifferenz und/oder herrschen an den Tagesöffnungen unterschiedliche Luftdrücke, beginnt die Luft durch das Bergwerk zu strömen, und zwar umso stärker, je größer die oben genannten Unterschiede ausfallen. Luftdruck- und Temperaturwirkung überlagern sich dabei, sodass sie sich ergänzen oder einander entgegenwirken können. Der Einfluss des Temperaturunterschieds überwiegt in der Regel. Man spricht in diesem Zusammenhang vom natürlichen Wetterzug. In kleinen, oberflächennahen Bergwerken kann die durch natürlichen Zug entstehende Luftströmung durchaus für einen ausreichenden Wetterwechsel genügen. Die erforderliche Stärke eines Wetterstroms hängt von der Anzahl der unter Tage arbeitenden Personen, der Anzahl und Leistung dort eingesetzter Maschinen mit Verbrennungsmotoren sowie der aus dem Gebirge zuströmenden Menge schädlicher Gase ab. Bei den meisten Bergwerken reicht die natürliche Wetterführung im Allgemeinen nicht aus, sodass der Wetterstrom mit Hilfe technischer Maßnahmen erzeugt werden muss.

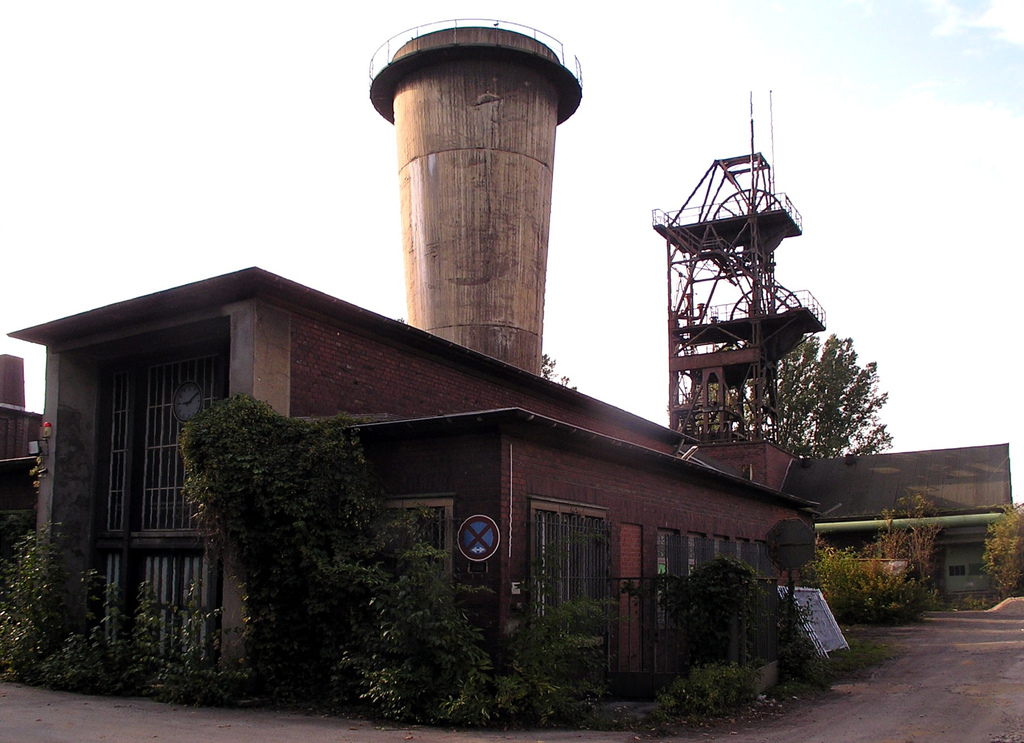
Grubenlüfter eines Bergwerks

Eine einfache Möglichkeit, den Wetterzug künstlich zu verstärken, ist es, durch Erwärmung der Abwetter einen Wärmeauftrieb zu erzeugen. Diese Methode wurde beim Feuerkübeln angewendet. Wesentlich effektiver war der erstmals zu Beginn des 18. Jahrhunderts eingesetzte Wetterofen. Er wirkte nach dem Prinzip der saugenden Bewetterung. Die Konvektion des in ihm brennenden Feuers erzeugte einen Luftstrom, der die Abwetter beschleunigte. Eine weitere Möglichkeit, eine Wetterbewegung zu erzeugen, ist die Ausnutzung des natürlichen Windes. Hierzu werden auf den Schacht Windfänge oder Wetterhüte aufgesetzt, die dann die Luftströmungen an der Erdoberfläche ins Bergwerk lenken sollen. Es wurden auch mit Menschen- oder Tierkraft angetriebene Blasebälge oder Wetterräder eingesetzt. Die zur künstlichen Bewetterung dienenden Einrichtungen werden als Wettermaschinen bezeichnet. Man unterscheidet dabei wettersaugende- und wetterblasende Wettermaschinen. Heute werden als Wettermaschinen ausschließlich Grubenlüfter (d. h. große Ventilatoren) eingesetzt. Diese Maschinen werden in der Regel als zweistufige Lüfter errichtet, um bei großen Teufen die nötige Druckdifferenz bereitzustellen. Grubenlüfter können Nenndurchmesser bis zu fünf Meter bei einer elektrischen Antriebsleistung von 2500 kW haben und gehören damit zu den größten gebauten Ventilatoren.

## Wetterführung
Voraussetzung für die Zu- und Abführung von Luft ist grundsätzlich, dass das Bergwerk über (mindestens) zwei untertägig miteinander verbundene Öffnungen zur Erdoberfläche (Tagesöffnungen) verfügt: Durch die eine strömt die Luft hinein, durch die andere wieder heraus. Je nachdem, wie die Wetter dabei durch das Grubengebäude strömen, unterscheidet man zwischen der aufsteigenden- und der abfallenden Bewetterung. Bei der aufsteigenden Bewetterung werden die Wetter auf dem kürzesten Weg bis zur tiefsten Sohle geführt. Von dort aus strömen sie gelenkt nach oben durch die zu bewetternden Grubenbaue und anschließend über die oberste Sohle zum Wetterschacht. Bei der abfallenden Bewetterung werden die Wetter von oben nach unten durch das Grubengebäude gelenkt. In der Regel wird heute im Bergbau die aufsteigende Bewetterung angewendet.

### Lage der Wetterschächte

Bewetterung durch die Wetterschächte

Eine besondere Bedeutung bei der Bewetterung kommt der Lage des Abwetterschachtes zu. Je nach Lage des Wetterschachtes unterscheidet man verschiedene Arten der Bewetterung. Der Wetterschacht kann in der Nähe des einziehenden Schachtes oder an die Grenze des Grubenfeldes gesetzt werden. Setzt man den Schacht in die Nähe des einziehenden Schachtes, so platziert man ihn dadurch etwa in der Mitte des Baufeldes. Durch diese Positionierung des Wetterschachtes strömen die Wetter zunächst vom einziehenden Wetterschacht in Richtung der Grubenfeldgrenze. Nachdem die Grubenbaue bewettert wurden, wird der Abwetterstrom nun bis zur Mitte des Grubenfeldes geführt, um dort aus dem Wetterschacht abgeführt zu werden. Diese Art der Bewetterung nennt der Bergmann zentrale oder rückläufige Wetterführung. Werden der bzw. die Wetterschächte auf die Feldesgrenzen gesetzt spricht man von einer grenzläufigen Wetterführung. Hierbei ziehen die Wetter von der Mitte des Feldes zu den Feldesgrenzen und werden dort über die Wetterschächte in die Atmosphäre abgeführt. Eine weitere Möglichkeit ist es, die einziehenden Schächte an die Feldesgrenzen und den Wetterschacht in die Mitte des Feldes setzt. Dadurch werden den äußeren Arbeitspunkten kühle Wetter zugeführt.
Die rückläufige Wetterführung ist für die Entwicklung eines neuen Grubengebäudes am besten geeignet. Sobald beide Schächte die geplante Teufe erreicht haben, wird ein Durchschlag zwischen beiden Schächten erstellt. Dies ist sehr wichtig für die weitere Ausrichtung des Bergwerks. Für die Ausrichtungs- und Vorrichtungsarbeiten steht so ein genügend starker Wetterstrom zur Verfügung und man ist nicht gezwungen auf den Durchschlag zu einem weiter entfernten, an der Feldesgrenze angesetzten, Schacht zu warten. Auch für den Abbau in Schachtnähe ist diese Art der Wetterführung von Vorteil. Sobald jedoch die Grubenbaue eine größere Entfernung vom Wetterschacht haben und sich den Feldesgrenzen nähern, wachsen die Wetterwiderstände bei gleichzeitigem Sinken der Grubenweite. Ein weiterer Nachteil ist hohe Gefahr von Wetterkurzschlüssen. Bei der grenzläufigen Wetterführung müssen die Wetter nur den einfachen Weg zurücklegen. Auch hat man hierbei stets gleich lange Wetterwege von mittlerer Länge. Außerdem besteht bei dieser Form nur eine geringe Gefahr für einen Wetterkurzschluss. Für die einzelnen Betriebspunkte besitzt diese Art der Wetterführung eine gleichmäßigere Wirkung. Dabei werden gleichzeitig auf den jeweiligen Sohlen die einzelnen Querschläge und Grundstrecken wettertechnisch besser ausgenutzt. Die grenzläufige Wetterführung ist somit zuverlässiger als die rückläufige Wetterführung.

### Verteilung der Wetter im Bergwerk

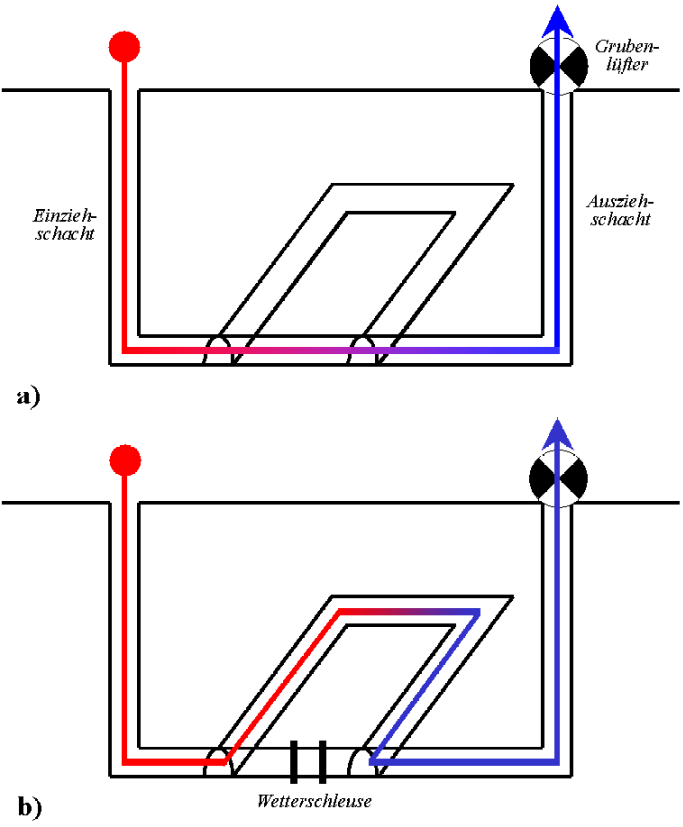
Verteilung der Wetter:
a) Der unbeeinflusste Wetterstrom lässt Teile des Bergwerks unbewettert.
b) Durch Lenkung des Wetterstroms werden alle Bereiche des Bergwerks mit Luft versorgt.

Ohne technische Maßnahmen zur Verteilung der Wetter im Bergwerk würde sich der Wetterstrom zwischen Ein- und Ausziehschacht immer entlang des Weges mit dem geringsten Strömungswiderstand bewegen. Bei einem sehr kleinen und wenig ausgedehnten Grubengebäude reicht es oft aus, das gesamte Grubengebäude mit einem einzigen Wetterstrom nacheinander zu bewettern. Dies ist bei größeren Grubengebäuden nicht machbar. Grund hierfür sind die zu langen Wetterwege, außerdem wären die Streckenquerschnitte zu klein, um die gesamte Wettermenge durchströmen zu lassen. Um dennoch die Bewetterung der gesamten Grube sicherzustellen, teilt man den Wetterstrom in Teilströme auf. Hierfür wird zunächst der gesamte einziehenden Wetterstrom in mehrere Hauptteilströme aufgeteilt. Diese Hauptteilströme werden weiter in Unterteilströme aufgeteilt. Die Aufteilung beginnt am einziehenden Schacht, hier wird der Wetterstrom auf die einzelnen Sohlen verteilt. Dort verteilt man die einzelnen Hauptteilströme in Teilströme auf die einzelnen Richtstrecken und Querschläge. Von dort werden die jeweiligen Teilströme immer weiter aufgeteilt. Dies führt letztendlich dazu, dass in einem Grubengebäude, je nach Größe, mehr als 60 Teilströme vorhanden sind.
Damit die Wetterversorgung aber auch diejenigen Bereiche eines Bergwerkes erreicht, die abseits dieses Weges liegen, werden im Bergwerk sogenannte Wetterbauwerke errichtet. Im Prinzip soll ein solches Bauwerk den geringen Strömungswiderstand (Wetterwiderstand) in einem Grubenbau so weit erhöhen, dass sich der Wetterstrom aufteilt und ein bestimmter Teil der Wetter in einen abzweigenden Grubenbau strömt. Je nachdem, wie stark der Wetterwiderstand in dem einen Zweig erhöht werden muss, stellt diese Aufgabe unterschiedliche Anforderungen an die Konstruktion des Wetterbauwerks. Einfachere Konstruktionen sind sogenannte Wetterblenden. Das sind quer zur Strömungsrichtung eingebaute Bretterverschläge oder mit Tuch bespannte Holzrahmen, die durch mehr oder weniger große Öffnungen den Strömungsquerschnitt beeinflussen und so den Wetterwiderstand verringern oder erhöhen.

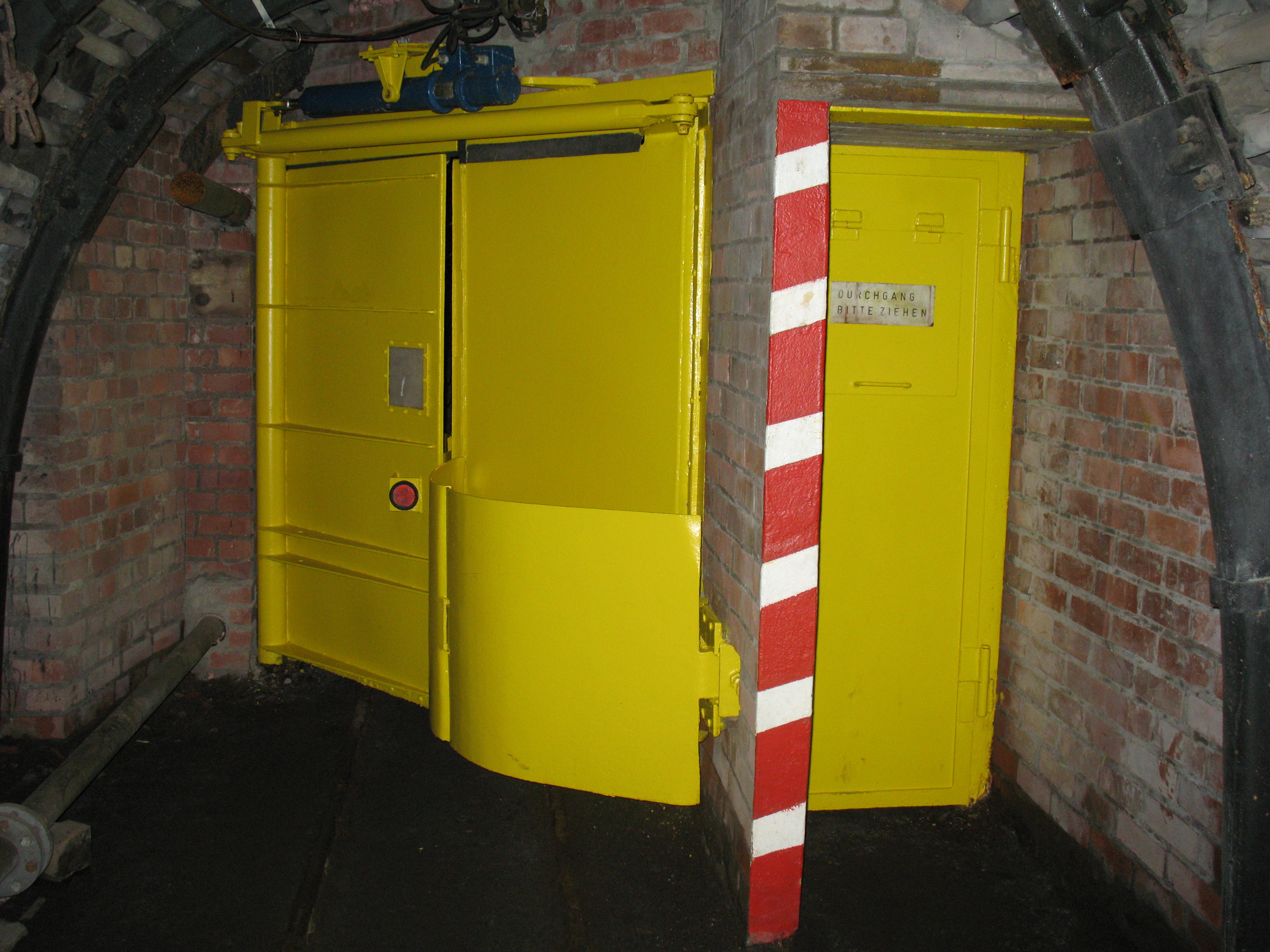
Wettertür im Bergbaumuseum Bochum

Ist die eher vollständige Trennung zweier Wetterwege gefordert, werden sogenannte Wetterschleusen errichtet. Hierbei handelt es sich um zwei weitgehend luftdichte Wände oder Mauern, die in geringem Abstand voneinander errichtet werden. Soll der Weg weiterhin für Fahrung und Materialtransport nutzbar bleiben, werden in die Wände Türen (Wettertüren) eingebaut. Die doppelte Ausführung wird gewählt, um zum einen die Dichtigkeit zu erhöhen und zum anderen, wenn zwischen beiden Schleusenseiten ein großer Luftdruckunterschied besteht, um die Türen überhaupt öffnen zu können. Der Vollständigkeit halber sollen im Zusammenhang mit den Wetterbauwerken die sogenannten Wetterkreuze nicht unerwähnt bleiben, deren Zweck es ist, einander kreuzende Wetterwege voneinander zu trennen.
Jede Beeinflussung des Wetterstroms an einer Stelle verändert allerdings die Verhältnisse in anderen Zweigen des Wetternetzes und erhöht den Widerstand des Gesamtsystems. Dies führt dann dazu, dass sich bei ansonsten gleichen Bedingungen der insgesamt durch das Bergwerk ziehende Wetterstrom (Volumenstrom) verringert. Nachteilig ist bei einer großen Anzahl von Teilströmen der erhöhte Aufwand für die Überwachung der Wetterführung. Aufgrund der starken Verzweigung der Wetter verringert sich auch die Wettergeschwindigkeit der einzelnen Teilströme. Dies führt letztendlich dazu, dass die Wetter sich stärker erwärmen. Strömt Luft unkontrolliert in nach Abbau des Minerals verbrochene oder verfüllte Bereiche (Alter Mann), spricht man von einem Schleichwetterstrom. Schleichwetter können vor allem in Kohlenbergwerken sehr gefährlich sein, da sie zur Selbstentzündung der noch vorhandenen Restkohle führen und damit Ursache für einen Grubenbrand sein können. Nachdem sämtliche Grubenbaue bewettert sind, vereinigen sich alle Teilströme wieder zu einem einheitlichen Ausziehstrom. Dieser Ausziehstrom wird über den Abwetterschacht abgewettert.

## Bewetterung der Abbaubetriebe
Beim streichenden Pfeilerbau erfolgte die Bewetterung früher in der Regel durch Wetterbohrlöcher, Aufhauen oder Durchhiebe. Der Wetterstrom streicht von der Grundstrecke ausgehend nacheinander durch sämtliche Aufhauen und wird letztendlich über Wetterstrecke abgeführt. Allerdings hat diese Methode den Nachteil, dass sich die Wetter, sowohl in engen als auch in weiten Gruben, mit Grubengasen anreichern. Auch wird bei engen Gruben, mit weit verzweigten Wetterwegen, die Leistungsfähigkeit des saugenden Ventilators aufgrund der vielfachen Krümmungen der Wetterwege stark beeinträchtigt. Bei weiten Gruben haben die Krümmungen keinen Einfluss auf die Leistungsfähigkeit des Ventilators. Heute gibt es, je nach Abbau, insgesamt sechs verschiedene Formen der Bewetterung, die je nach Zuschnitt der Lagerstätte zur Anwendung kommen. Dies sind die U-, die Z-, die Y-, die H-, die W- und die Doppel-Z-Bewetterung.
Bei der U-Bewetterung streichen die Frischwetter durch eine der Abbaustrecken hinein, von dort durch den Streb und anschließend in gleicher Richtung durch die andere Abbaustrecke wieder hinaus. Die Richtung der Frischwetter ist dabei entweder mit oder gegen die Abbaurichtung. Bei der Z-Bewetterung ist dies ähnlich, nur das hierbei die Abwetter eine entgegengesetzte Richtung nehmen als die Frischwetter. Bei der Y-Bewetterung wird eine Abbaustrecke mit Frischwettern versorgt, bei der anderen wird eine Wetterauffrischung mittels Frischwettern durchgeführt. Die Abwetter ziehen in entgegengesetzter Richtung ab, je nach Zuschnitt entweder in Abbaurichtung oder gegen die Abbaurichtung. Bei der W-Bewetterung und bei der Doppel-Z-Bewetterung erfolgt die Frischwetterzufuhr über eine Mittelstrecke. Die Abwetter werden über die beiden Außenstrecken abgeführt, und zwar bei der W-Bewetterung gegen die Abbaurichtung und bei der Doppel-Z-Bewetterung mit der Abbaurichtung.

## Sonderbewetterung

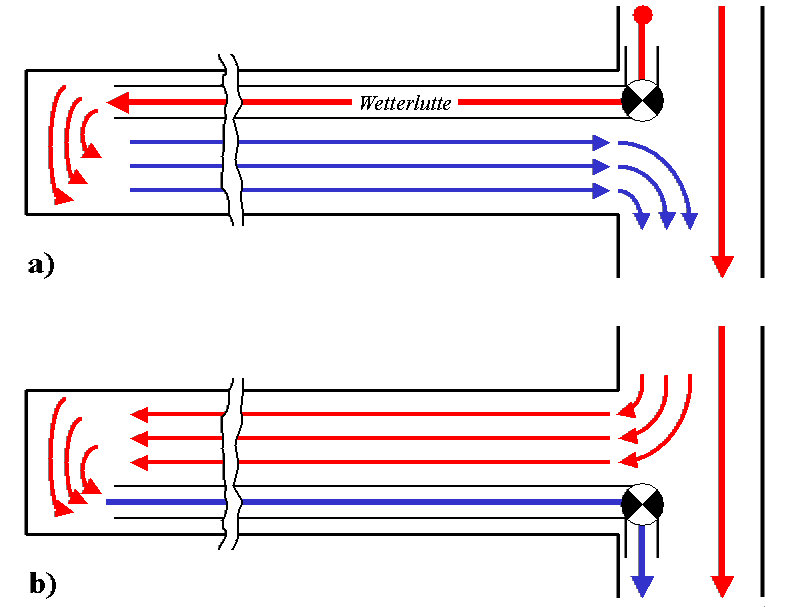
Sonderbewetterung nicht durchschlägiger Grubenbaue:
a) blasend, b) saugend.

In der Auffahrung befindliche Grubenbaue müssen, weil sie noch nicht durchschlägig, d. h. erst nach einer Seite offen sind, in anderer Weise bewettert werden. Eine Möglichkeit, eine nicht durchschlägige Strecke zu bewettern, besteht darin, die Strecke mittels eines Wetterscheiders in zwei Parallelstrecken aufzuteilen. Die Strecken stehen dabei nur Vor Ort in Verbindung. Bei einer anderen Methode wird, dem Baufortschritt folgend, eine Wetterlutte mitgeführt, die mit einem Lüfter in der Nähe des Zugangs verbunden ist. Die bergmännische Fachsprache verwendet in diesem Zusammenhang den Begriff Sonderbewetterung. Außerdem lässt sich eine Sonderbewetterung durch Luftentnahme aus dem Druckluftnetz erzeugen, diese Methode bedarf aber der Erlaubnis durch das Oberbergamt. Bei der Errichtung von Einrichtungen zur Sonderbewetterung ist besonders darauf zu achten, dass die Abwetter nicht mit dem Frischwetterstrom vermischt und dem sonderbewetterten Bereich erneut zugeführt werden. In untertägigen Abbaubetrieben, bei denen Grubengase auftreten, darf keine Sonderbewetterung angewendet werden. Zur Vermischung von Methangaskonzentration mit dem Wetterstrom werden, insbesondere in maschinellen Vortrieben, Wirbellutten eingesetzt.
Eine Sonderbewetterung kann blasend oder saugend betrieben werden:
- bei der blasenden Sonderbewetterung saugt der Lüfter frische Luft aus dem Frischwetterstrom und bläst sie in den Grubenbau hinein; die Abwetter strömen außerhalb der Lutte zum Eingang zurück.[8]
- bei der saugenden Sonderbewetterung saugt der Lüfter die Abwetter aus dem Vortrieb und bläst sie am Eingang aus; Frischwetter strömen außerhalb der Lutte vom Eingang nach.[20]

Welche Form der Sonderbewetterung verwendet wird, hängt davon ab, was mit der Sonderbewetterung bezweckt werden soll. Die blasende Bewetterung hat den Vorteil, dass die frischen Wetter vor Ort ausgeblasen werden. Dies hat zur Folge, dass sich die klimatischen Bedingungen vor Ort verbessern. Nachteilig ist, dass die Mannschaft vor Ort durch Staubaufwirbelungen oder durch Zugluft nachteilig beeinflusst wird. Ein weiterer Nachteil entsteht bei Schießarbeiten, wenn die Mannschaft im Schichtwechsel ist. Zwar werden die Sprenggase vor Ort durch die blasende Bewetterung gut weggespült, jedoch benötigen diese Abwetter im freien Streckenquerschnitt erheblich länger, um fortgespült zu werden. Die saugende Bewetterung hat den Vorteil, dass sie insbesondere bei starken Ausgasungen diese schnell absaugen kann. Allerdings strömen die frischen Wetter nur mit einer geringen Wettergeschwindigkeit nach, sodass sie sich auf dem Weg bis vor Ort unter Umständen erwärmen oder anderweitig verschlechtern. Ein weiterer Nachteil ist, dass sich die Saugwirkung nur in unmittelbarer Nähe des Luttenendes auswirkt. Dadurch können an der Ortsbrust Schlagwetter annähernd unbeweglich stehenbleiben. Dieser Nachteil lässt sich durch Verwendung einer kleinen blasende Lutte mit einem Sparlüfter vermeiden, durch die dann die Bewetterung an der Ortsbrust unterstützt wird.